# Serie B 2018 (pallapugno)
La Serie B 2018 è stata la serie cadetta del campionato italiano di pallapugno maschile.

## Squadre partecipanti
Nella stagione 2018 al campionato sono iscritte 12 squadre.
| Club                           | Capitano          | Città                                      |
| ------------------------------ | ----------------- | ------------------------------------------ |
| Alfieri Albese                 | Cristian Gatto    | Alba (CN)                                  |
| Salumificio Benese             | Paolo Sanino      | Bene Vagienna (CN)                         |
| Credito Cooperativo Caraglio   | Enrico Panero     | Caraglio (CN)                              |
| Srt Progetti Ceva              | Omar Balocco      | Ceva (CN)                                  |
| Vini Capetta Don Dagnino       | Daniele Grasso    | Andora (SV)                                |
| Bogliano Surrauto Monticellese | Fabio Gatti       | Monticello d'Alba (CN)                     |
| Morando Neivese                | Marco Fenoglio    | Neive (CN)                                 |
| Bcc Pianfei Pro Paschese       | Matteo Levratto   | Madonna del Pasco (Villanova Mondovì) (CN) |
| Acqua San Bernardo San Biagio  | Gilberto Torino   | San Biagio (Mondovì) (CN)                  |
| S.P.E.B.                       | Marco Magnaldi    | San Rocco di Bernezzo (CN)                 |
| ArGi Arredamenti Taggese       | Claudio Gerini    | Taggia (IM)                                |
| Virtus Langhe                  | Nicholas Burdizzo | Dogliani (CN)                              |

## Prima Fase
|    | Club          | P  | G  | V  | P  | DG   |
| -- | ------------- | -- | -- | -- | -- | ---- |
| 1  | Albese        | 22 | 22 | 22 | 0  | +147 |
| 2  | San Biagio    | 17 | 22 | 17 | 5  | +114 |
| 3  | Don Dagnino   | 17 | 22 | 17 | 5  | +84  |
| 4  | Monticellese  | 14 | 22 | 14 | 8  | +49  |
| 5  | Pro Paschese  | 14 | 22 | 14 | 8  | +45  |
| 6  | Neivese       | 11 | 22 | 11 | 11 | -15  |
| 7  | Benese        | 10 | 22 | 10 | 12 | +13  |
| 8  | Virtus Langhe | 9  | 22 | 9  | 13 | -34  |
| 9  | Ceva          | 6  | 22 | 6  | 16 | -72  |
| 10 | Taggese       | 5  | 22 | 5  | 17 | -112 |
| 11 | S.P.E.B.      | 4  | 22 | 4  | 18 | -102 |
| 12 | Caraglio      | 3  | 22 | 3  | 19 | -117 |

## Seconda Fase
|   | Club         | P  | G  | V | P  | DG  |
| - | ------------ | -- | -- | - | -- | --- |
| 1 | Albese       | 38 | 10 | 8 | 2  | +59 |
| 2 | San Biagio   | 31 | 10 | 7 | 3  | +35 |
| 3 | Don Dagnino  | 31 | 10 | 7 | 3  | +34 |
| 4 | Monticellese | 26 | 10 | 6 | 4  | +9  |
| 5 | Pro Paschese | 18 | 10 | 2 | 8  | -41 |
| 6 | Neivese      | 11 | 10 | 0 | 10 | -96 |

|    | Club          | P  | G  | V | P  | DG   |
| -- | ------------- | -- | -- | - | -- | ---- |
| 7  | Ceva          | 24 | 10 | 9 | 1  | +71  |
| 8  | Virtus Langhe | 21 | 10 | 6 | 4  | +21  |
| 9  | Benese        | 20 | 10 | 5 | 5  | +5   |
| 10 | Taggese       | 17 | 10 | 6 | 4  | +4   |
| 11 | S.P.E.B.      | 12 | 10 | 4 | 6  | 0    |
| 12 | Caraglio      | 3  | 10 | 0 | 10 | -101 |

S.P.E.B. e Caraglio retrocesse in Serie C1.

## Fase Finale

### Spareggi Play-off
| Monticellese | Ceva    | 11-6 |
| Pro Paschese | Neivese | 11-6 |

| Monticellese | Pro Paschese | 11-8 |

### Finali Scudetto
| Squadra 1  | Squadra 2    | Andata | Ritorno | Spareggio |
| ---------- | ------------ | ------ | ------- | --------- |
| Albese     | Monticellese | 11-3   | 11-2    |           |
| San Biagio | Don Dagnino  | 11-6   | 4-11    | 11-9      |

| Squadra 1 | Squadra 2  | Andata | Ritorno |
| --------- | ---------- | ------ | ------- |
| Albese    | San Biagio | 11-4   | 11-9    |

## Squadra Campione
Alfieri Albese
- Battitore: Cristian Gatto
- Spalla: Paolo Voglino
- Terzini: Fulvio Cavallotto, Roberto Drago